# Severní Dolomity
Severní Dolomity jsou jednou z devíti podoblastí Dolomit, které jsou součástí světového dědictví UNESCO. S rozlohou přibližně 536 km² jsou největší z oblastí Dolomit, které byly v roce 2009 prohlášeny za světové dědictví UNESCO. Nachází se výhradně v italských provincie provinciích Belluno a Bolzano - Jižní Tyrolsko. Z devíti podoblastí je to jediná oblast, která splňuje kritéria UNESCO pro světové přírodní dědictví, jako je výjimečná přírodní krása a estetický význam, stejně jako výjimečné příklady geologických procesů a geomorfologických prvků podle UNESCO.

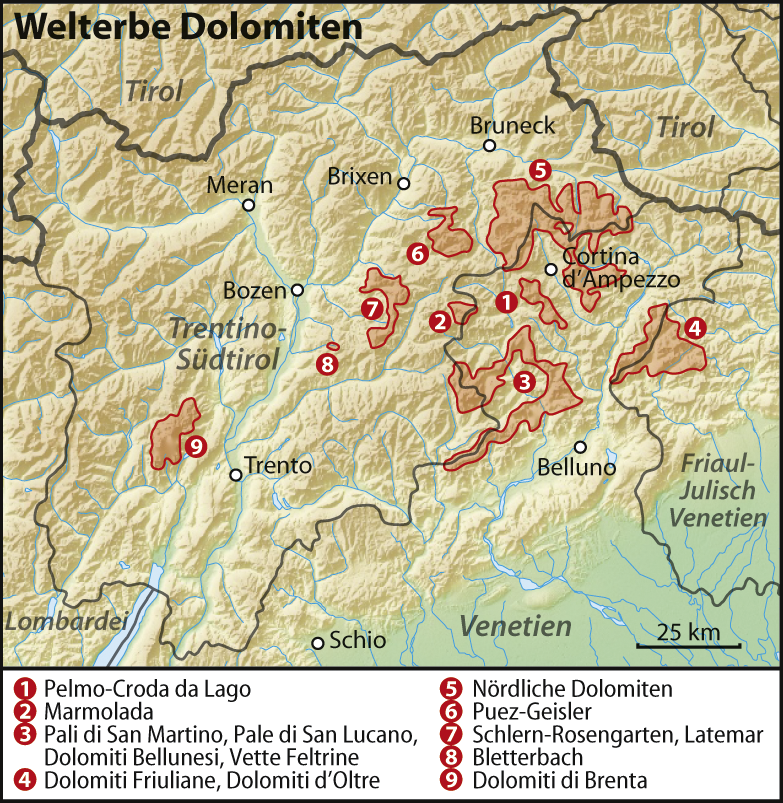
"Severní Dolomity" označené na mapě vpravo nahoře číslem 5

## Vymezení
Podoblast je na severu vymezena údolím Pustertal. Na západě tvoří hranici až k průsmyku Valparola údolí Val Badia, které se na jihu větví z údolí Val Pusteria, a horní větev tohoto údolí, údolí Val di S. Cassiano. Na jihu je oblast ohraničena údolími Boite, Ansiei a Piave. Na východě tvoří hranici údolí Val di Sesto s údolím Passo di Croce a údolí Val Padola v horní části pohoří Comelico, které s ním sousedí na jihu.

## Členění
UNESCO sdružilo několik horských skupin Dolomit do podoblasti Severní Dolomity, do které lze zařadit Sextenské Dolomity, Braieské Dolomity a horskou skupinu Fanes na severu a západě a Ampezzanské Dolomity a Cadorské Dolomity na jihu. Zatímco ostatní horské skupiny jsou z velké části plně zahrnuty do světového dědictví Dolomity, ne všechny horské skupiny Ampezzanských Dolomit jsou zahrnuty do podoblasti UNESCO Severní Dolomity. Například horské skupiny Nuvolau a Pomagagnon nebyly zahrnuty. Skupina Croda da Lago, která patří do Ampezzanských Dolomit, byla spojena s Monte Pelmo, které patří do ZZoldinských Dolomit, a vytvořila tak samostatnou podoblast.

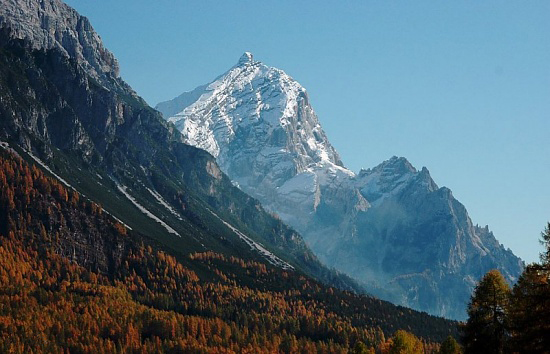
Antelao
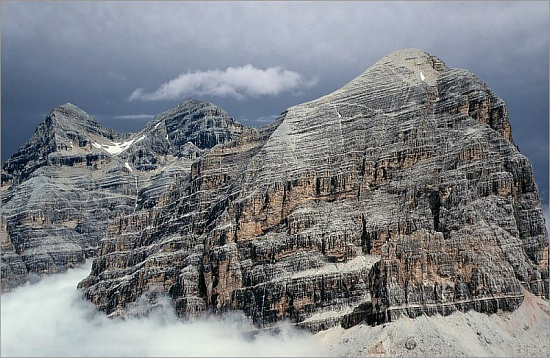
Tofane
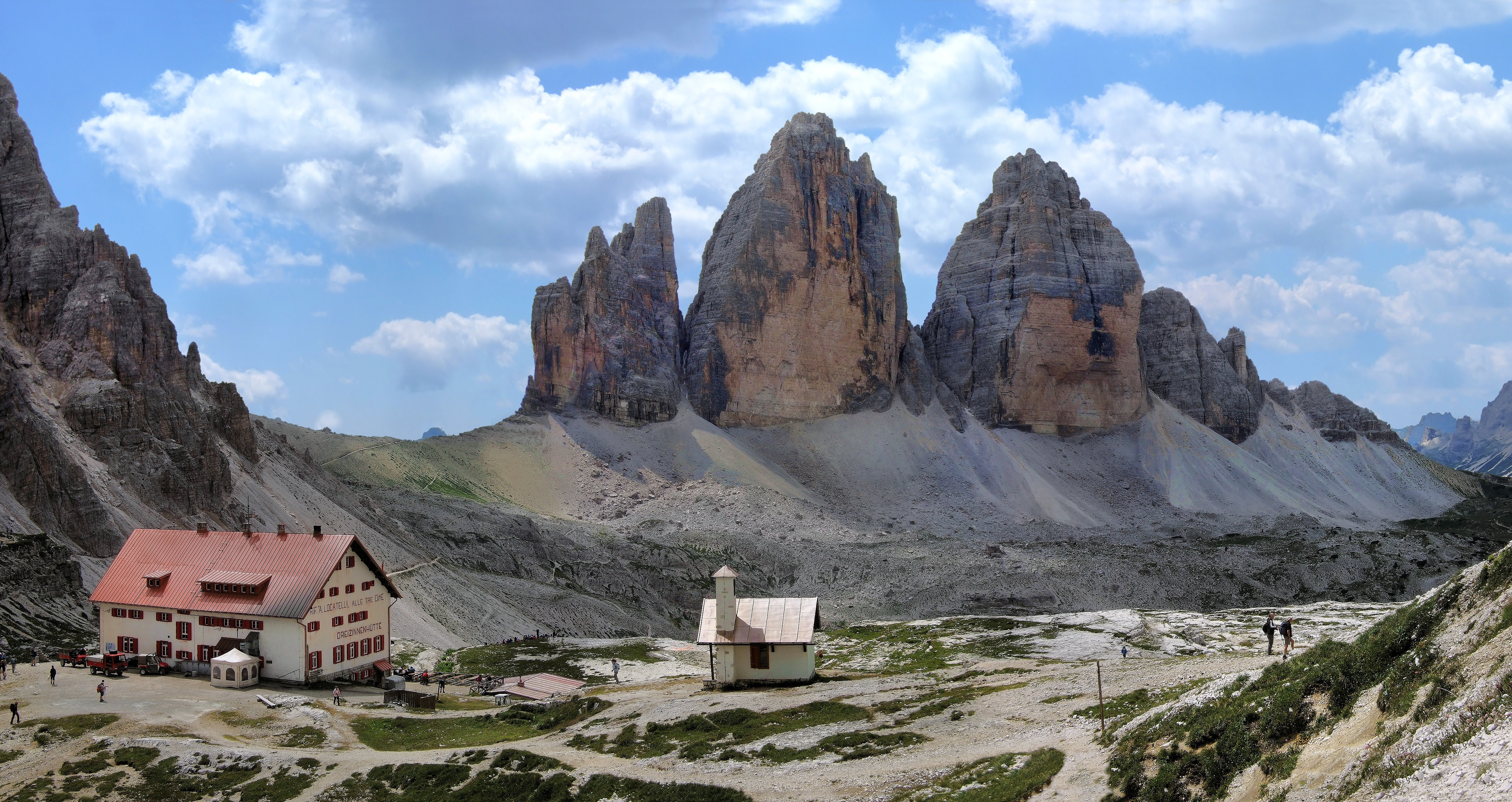
Drei Zinnen
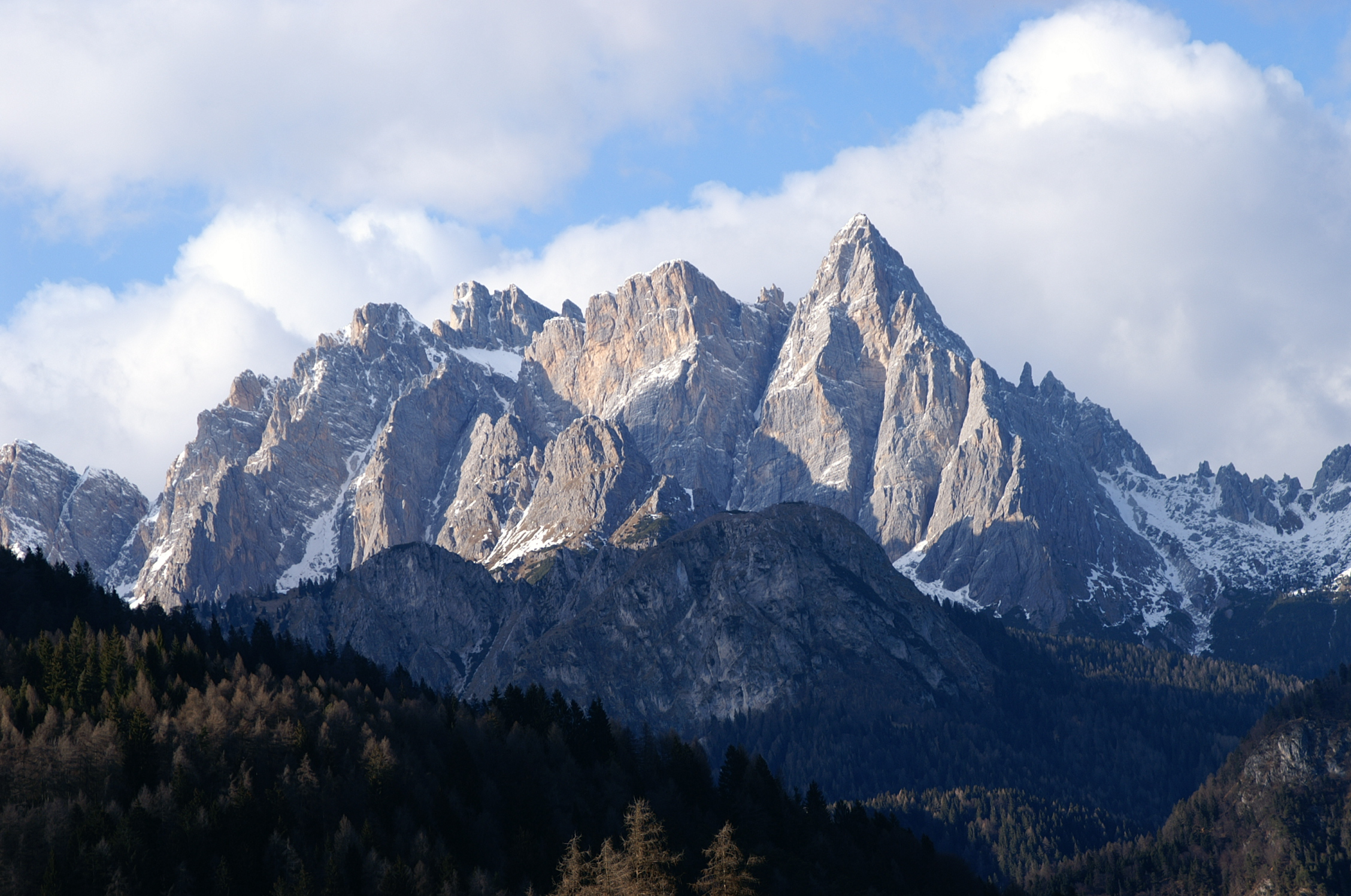
Marmarole
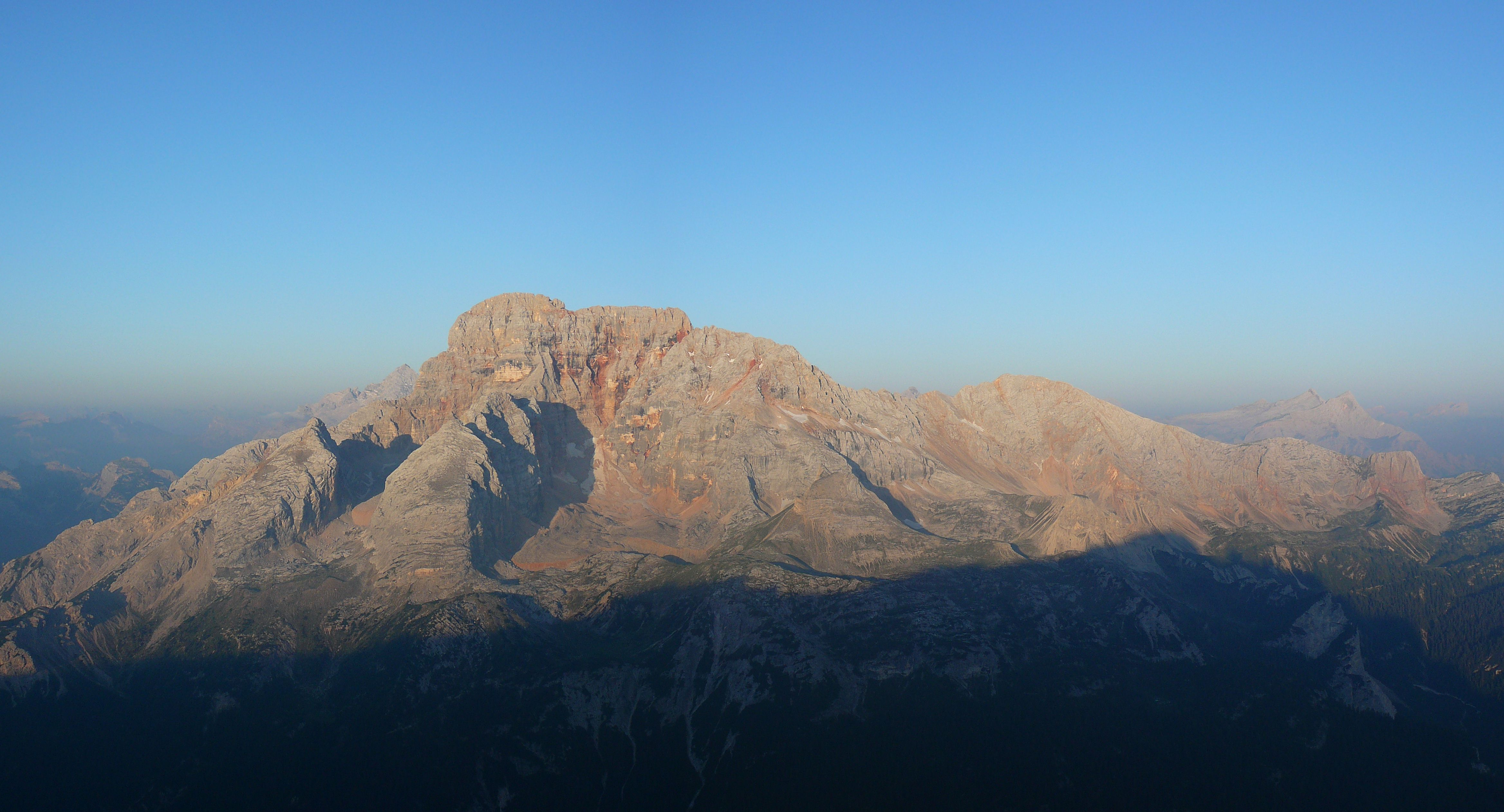
Hohe-Gaisl-Gruppe

## Vrcholy
- Antelao 3264 m s.l.m., Antelaogruppe, Cadorské Dolomity
- Tofana di Mezzo 3244 m s.l.m., Tofana, Ampezzanské Dolomity
- Monte Cristallo 3221 m s.l.m., Cristallogruppe, Ampezzanské Dolomity
- Punta Sorapiss 3205 m s.l.m., Sorapiss, Ampezzanské Dolomity
- Hohe Gaisl 3146 m s.l.m., Hohe-Gaisl-Gruppe, Braieské Dolomity
- Dreischusterspitze 3145 m s.l.m., Dreischustergruppe, Sextenské Dolomity
- Zwölferkofel 3145 m s.l.m., Zwölfergruppe, Sextenské Dolomity
- Piz Cunturines 3064 m s.l.m., Fanes,
- Große Zinne 2999 m s.l.m., Drei Zinnen, Sextenské Dolomity
- Sextner Rotwand 2965 m s.l.m., Elfer-Popera-Gruppe, Sextenské Dolomity
- Cimon del Froppa 2932 m s.l.m., Marmarole, Cadorské Dolomity
- Cima Cadin di San Lucano 2839 m s.l.m., Cadini-Gruppe, Sextenské Dolomity

## Chráněné oblasti
- Přírodní park Fanes-Sennes-Prags (Jižní Tyrolsko)
- Přírodní park Drei Zinnen (Jižní Tyrolsko)
- Přírodní park Ampezzanské Dolomity (Benátsko)